# Sista varningen (1980)
Sista varningen är en svensk dokumentärfilm från 1980 i regi av Lennart Malmer.
Filmen tar sin utgångspunkt i kärnkraftsolyckan i Harrisburg 1979 och innehåller intervjuer med kärnkraftsmotståndare. I filmen möter tittaren även personer som på olika sätt drabbades av Harrisburg-olyckan.
Sista varningen fick motta Chaplin-priset 1980.

### Fotnoter
1. 1 2 3  ”Sista varningen”. Svensk Filmdatabas. http://sfi.se/sv/svensk-filmdatabas/Item/?itemid=7719&type=MOVIE&iv=Basic&ref=/templates/SwedishFilmSearchResult.aspx?id%3d1225%26epslanguage%3dsv%26searchword%3dsista+varningen%26type%3dMovieTitle%26match%3dBegin%26page%3d1%26prom%3dFalse. Läst 14 maj 2013.